# Unterknöringen

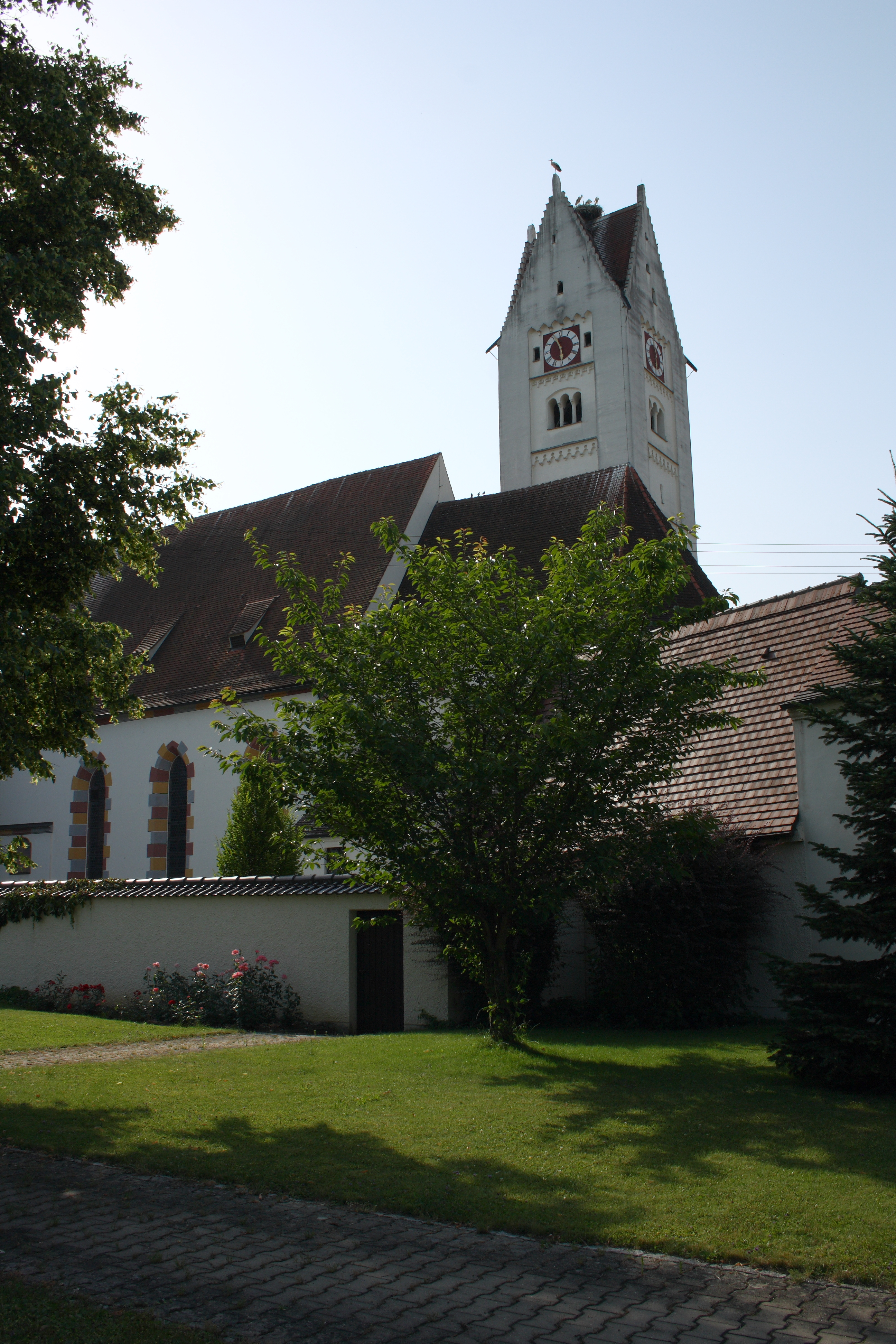
Kirche St. Martin

Unterknöringen ist ein Stadtteil von Burgau im schwäbischen Landkreis Günzburg in Bayern.

## Lage
Das Pfarrdorf liegt zwei Kilometer westlich von Burgau und ist über die Staatsstraße 2024 zu erreichen.

## Geschichte
Unterknöringen wird erstmals um 1140 im Zusammenhang mit einer Begüterung durch den königlichen Ministerialen Konrad von Wallerstein erwähnt.
Die Familie Knöringen verkaufte den Ort 1671 an das Reichsstift Wettenhausen. Über zwischenzeitlich andere Besitzer kam der Ort 1750 an Johann Christof Freiherr von Freyberg zu Hürbel-Haldenwang, dessen Familie das Schloss in Unterknöringen heute noch besitzt.
Bei der bayerischen Gebietsreform wurde die zuvor selbstständige Gemeinde Unterknöringen mit Großanhausen, Kleinanhausen und Nußlachhof am 1. Mai 1978 nach Burgau eingegliedert.

## Sehenswürdigkeiten
Siehe auch: Liste der Baudenkmäler in Unterknöringen
- Katholische Pfarrkirche St. Martin, erbaut 1481 bis 1484
- Schloss, erbaut um 1600

## Persönlichkeiten
- Karl Sauer (1862–1930), Jurist und Heimatforscher